# Пробудження щурів
«Пробудження щурів» (серб. Буђење пацова, на міжнародних фестивалях англ. The Rats Woke Up) — фільм режисера Живоіна Павловича. Одна з найвиразніших робіт напряму, відомого як Югославська чорна хвиля.

## Сюжет
Дія фільму розгортається в умовах соціалістичної Югославії середини XX століття: напівполіцейська держава, тотальне взаємне стеження. Весь комплекс цих проблем симетрично спроектований на головного героя. Велімір Бамберг — чоловік середнього віку перебуває у стані духовного і морального падіння. Він шукає та не знаходить вихід. Більше того, він не має мети, яка б зробила життя осмисленим. Метання від музикування в аматорському хорі до занурення в розпусту та алкоголізм не приносять полегшення. Щира спроба закохатися в сусідську жінку розбивається об її зраду і завершується ще більшим розчаруванням.

## У ролях
- Северин Бієліч — Велимір Бамберг
- Мир'яна Блашкович
- Любомир Чипранич
- Томанія Дуричко
- Слободан Перович
- Павле Вуїсич

## Нагороди та визнання
1967 — премія Срібний ведмідь Найкращому режисеру на Берлінському кінофестивалі (був номінований на премію Золотий ведмідь);
1967 — кілька призів на національному кінофестивалі в Пулі (Югославія);
Поряд із фільмом «Коли я буду мертвим і білим» називається найкращою роботою режисера у стилістиці Югославської чорної хвилі.